# Bordziłówka
Bordziłówka – wieś w Polsce położona w województwie lubelskim, w powiecie bialskim, w gminie Rossosz.
| SIMC    | Nazwa     | Rodzaj    |
| ------- | --------- | --------- |
| 1023820 | Naddatki  | część wsi |
| 1023859 | Podrowiny | część wsi |
| 1023865 | Rudka     | część wsi |
| 1023888 | Skupa     | część wsi |
| 1023894 | Stawek    | część wsi |
| 0018566 | Szelest   | część wsi |

W latach 1975–1998 miejscowość administracyjnie należała do województwa bialskopodlaskiego.
Wieś jest sołectwem w gminie Rossosz. Według Narodowego Spisu Powszechnego z roku 2011 wieś liczyła 238 mieszkańców  i była piątą co do wielkości miejscowością gminy.
Wierni Kościoła rzymskokatolickiego należą do parafii św. Stanisława w Rossoszu.